# The Natch'l Blues
The Natch'l Blues är ett musikalbum av Taj Mahal som lanserades i december 1968 på Columbia Records. I Europa gavs det ut på Columbias underbolag Direction Records. Albumet var hans andra studioalbum och innehåller betydligt fler egna kompositioner än vad hans självbetitlade debutalbum gjort. Albumet var också hans första att nå placering på Billboard 200-listan. Al Kooper medverkar på piano som gästartist på skivan. 
År 2000 gavs albumet ut i en nyutgåva som inkluderade tre bonusspår.

## Låtlista
(låtar utan angiven upphovsman skrivna av Taj Mahal)
1. "Good Morning Miss Brown" – 3:13
2. "Corinna" (Mahal, Jesse Ed Davis) – 2:59
3. "I Ain't Gonna Let Nobody Steal My Jellyroll" – 3:12
4. "Going Up to the Country, Paint My Mailbox Blue" – 3:34
5. "Done Changed My Way of Living" – 7:02
6. "She Caught the Katy and Left Me a Mule to Ride" (Mahal, Yank Rachell) – 3:27
7. "The Cuckoo" (Trad.) – 4:13
8. "You Don't Miss Your Water ('Til Your Well Runs Dry)" (William Bell) – 4:23
9. "Ain't That a Lot of Love" (Homer Banks, Deanie Parker) – 3:59

## Listplaceringar
- Billboard 200, USA: #160[1]
- Billboard R&B Albums: #47